# Burgstall Dietrichstein (Lützelsdorf)

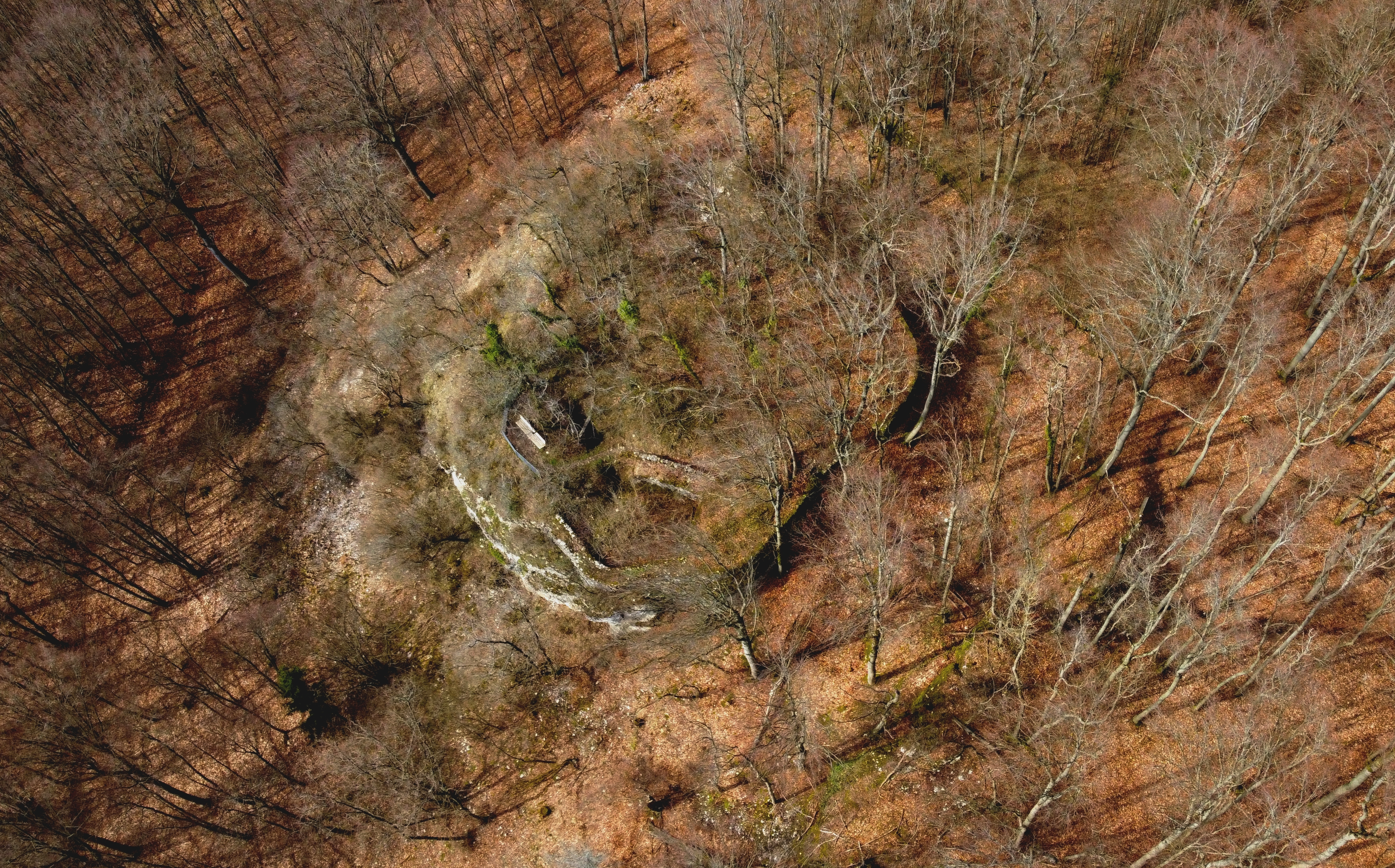
Luftbild des Burgstalles Dietrichstein

Der Burgstall Dietrichstein, der auch als Ruine Diederichstein bezeichnet wird, ist eine abgegangene vermutlich hochmittelalterliche Adelsburg hoch über dem Tal der Trubach in der Gemeinde Pretzfeld im oberfränkischen Landkreis Forchheim in Bayern, (Deutschland).
Der Burgstall ist jederzeit frei zugänglich und dient als Aussichtspunkt.

## Geographische Lage
Die kleine ehemalige Höhenburg befindet sich im Naturpark Fränkische Schweiz-Frankenjura etwa 750 Meter nordnordöstlich der Ortschaft Lützelsdorf am zur Trubach senkrecht abfallenden Talrand auf etwa 450 m ü. NN des Diederichsteines, circa elf Kilometer nordöstlich von Forchheim.
In der Nähe, auf dem Kreuzberg, liegt der Burgstall Schlüsselstein, vermutlich eine Gründung der Schlüsselberger, unmittelbar westlich von Ebermannstadt befindet sich ein namenloser Burgstall, der als eine sehr große Hochmotte angelegt wurde. Östlich lagen die ehemalige Burg Wolkenstein, heute eine Ruine mit nur noch sehr wenigen Resten, die abgegangene Turmburg Burg Eberhardstein auf einem Felsturm, sowie der Burgstall Stadtmers Bürg auf dem Hetzelfels. Noch etwas weiter liegt die ehemalige Burg Wichsenstein über der gleichnamigen Ortschaft, ein Aussichtspunkt mit großartiger Fernsicht.

## Geschichte der Burg
Wann genau die Burg Dietrichstein erbaut wurde, kann nicht gesagt werden, die einzige urkundliche Erwähnung stammt aus dem Jahr 1355. Zu dieser Zeit bestand die Burg vermutlich schon nicht mehr.
Einen Hinweis für das Alter der kleinen Burg könnte ihr Name geben: Der Nürnberger Burgenforscher Hellmut Kunstmann hat nachgewiesen, dass Burgen in Ostfranken mit der Namenszusammensetzung von Personennamen und Stein meist ein sehr hohes Alter aufweisen. Als Beispiele können die Burg Pottenstein, die um das Jahr 1070 gegründet wurde, die Burg Gößweinstein mit ihrer Ersterwähnung im Jahr 1076 oder die Burg Hiltpoltstein, die vor 1100 errichtet wurde, dienen. Weitere Beispiele sind Burg Egloffstein, Burg Leupoldstein, Burg Eberhardstein, Burg Wichsenstein oder Burg Gernotenstein.
Auch die Form der Burganlage lässt auf ein hohes Alter schließen: Die fast kreisrunde Anlage wird auf der Nordostseite durch einen halbrunden Graben von der etwas niedrigeren Hochfläche abgetrennt. Auf der gegenüberliegenden Seite war die Burg durch den Steilabfall der Felsen geschützt.
Einem Gegner, der mit Geschütz von der Hochfläche aus auf breiter Front angriff, konnte die Burg nicht lange standhalten, da sie eine breite Angriffsfläche bot.
Die Erbauung der Burg Dietrichstein wird also vermutlich in der zweiten Hälfte des 11. Jahrhunderts vor der Erfindung der Pulvergeschütze erfolgt sein. Dies unterstreichen auch Funde von keramischen Bruchstücken, die auf den Zeitraum zwischen dem 11. und dem frühen 13. Jahrhundert datiert werden.
Der Erbauer der Burg ist ebenfalls unbekannt, nach Kunstmann könnte das Geschlecht der Herren von Wiesenthau infrage kommen, ein erster Angehöriger der Adelsfamilie wurde mit „Bero von Wiesenthau“ 1128 genannt. Der Name Dietrich taucht bei ihnen allerdings erst im Jahr 1156 erstmals auf.
Daneben könnten auch die Herren von Dietrichstein aus Kärnten als Bauherren in Betracht kommen. Sie sind mehrmals als Bamberger Ministerialengeschlecht als Urkundenzeugen und Bürgen bei Rechtvorgängen, die sich auf Oberfranken beziehen, genannt. Sie könnten dort eine Burg errichtet und sie nach ihrer Stammburg Dietrichstein benannt haben. Zu beiden Annahmen fehlt aber jeder urkundliche Nachweis.
Die einzige Erwähnung erfolgte am 22. Februar 1355, als Heinrich Wolf und seine Ehefrau Alheid dem Bamberger Domkapitel den von ihrem Vetter Konrad Wolf geerbten Hof zu Lützelsdorf „mit allen Rechten und mit dem was Konrad Wolf an dem Dytrichstein eigen besaß“ für 320 Pfund Heller verkauften. Die Wolf waren vermutlich ein Seitenzweig der Herren von Wiesenthau, sie waren 1375 auch in Besitz des nahen Schlosses in Pretzfeld. Die Burg war der Urkunde nach freies Eigen der Familie Wolf.
1977 wurden einige Mauerreste des Burgstalls freigelegt und konserviert, stellenweise auch erneuert.
Das vom Bayerischen Landesamt für Denkmalpflege als „mittelalterlicher Burgstall“ erfasste Bodendenkmal trägt die Denkmalnummer D-4-6233-0307.

## Beschreibung
Die abgegangene Burg lag am senkrecht abfallenden Rand der Hochfläche zum Tal der Trubach. Eine kleinere Felsnase, die sich aus der Felswand in südliche Richtung erstreckt, wurde durch einen halbrunden Ringgraben abgetrennt. Dieser Graben, der durch einen Felsrutsch entstanden sein könnte, wurde beim Bau der Burg erweitert. Er hat heute eine Breite von 12 bis 14 Metern und noch eine Tiefe von etwa fünf Metern. An den Grabenenden, die sich bis zum Steilabfall der Hochfläche erstrecken, sind kaum Abraumhalden zu sehen, ein Zeichen für die natürliche Entstehung des Grabens. Am nördlichen Ende des Grabens fällt die Hochfläche etwas ab, so dass der Grund des Grabens und das davor liegende Gelände auf einer Ebene liegen. Dort musste eine Mauer ein Eindringen in den Graben verhindern, von ihr ist noch ein Wall mit einer Länge von 17 Metern zu sehen, der sich an der Außenkante des Grabens entlang erstreckt, dann nach innen umbiegt und so eine Sperrmauer gegen seitliches Eindringen bildete. Der Wall ist dort noch etwa 0,5 Meter hoch und drei Meter breit.
Der Graben liegt an der Nordostseite der fast kreisrunden Burgfläche. Die gegenüberliegenden Seiten waren durch den senkrechten Abfall der Felswand vor einem Angriff geschützt.
Der frühere Zugang zur Burg lag wohl an der Ostseite des Burgplateaus bei dem heutigen Aufgang, der über einige Stufen aus dem Graben führt. Das kreisförmige Plateau der Burg hat einen ungefähren Durchmesser von etwa 35 Metern und ist auf seiner Oberfläche eben. An der Nordost- und teilweise an der Südseite ist noch die restaurierte Ringmauer zu sehen. Zwei flache, im nordwestlichen Bereich liegende Mulden stammen wohl von Gebäuden. Von ihnen ist auch ein restauriertes Mauerstück erhalten.
Im südöstlichen Teil, in der Nähe des früheren Einganges in die Burg, befindet sich eine 1,5 Meter breite Mauer, nach Kunstmann der Überrest eines dickwandigen Turmes, vielleicht der ehemalige Bergfried der Burg. Da bei der Instandsetzung des Mauerrestes auf eine Verfüllung des Zwischenmauerwerkes verzichtet wurde, erscheint diese heute als doppelte Mauer. Westlich sind die bis zu zwei Meter hohen Mauerreste eines weiteren Gebäudes zu sehen, die sich genau dem Verlauf des Felsens anpassen.
Ebenfalls im Süden der Anlage ist eine 1 bis 1,5 Meter breite Felsspalte noch von vier Steinplatten überdeckt. Sie wurde vermutlich, wie bei vielen Burgen üblich, als Vorratskeller von den Burgbewohnern benutzt.